# Laguiole (brânză)

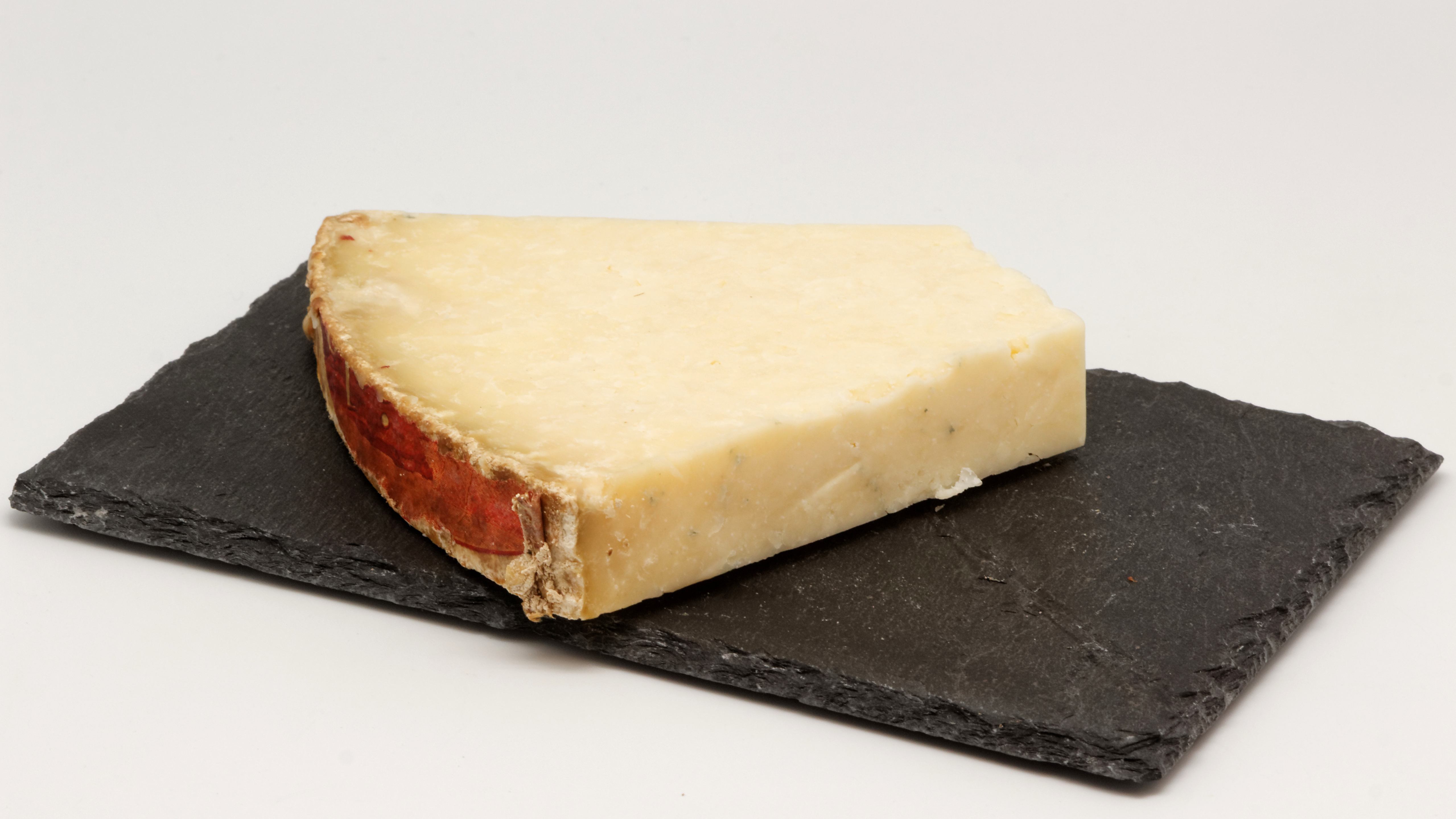
Brânza Laguiole

Laguiole sau Fourme de Laguiole este o brânză franceză din lapte de vacă, presată și nefiartă, produsă în regiunea Aubrac din Masivul Central, în special în comuna Laguiole, al cărei nume îl poartă.
Se prezintă sub forma unui cilindru (în franceză fourme) cu diametrul de 30-40 cm și cu greutatea cuprinsă între 25 și 50 kilograme. Culoarea cojii este grialbă, care devine brună-chihlimbarie pe măsură ce crește gradul de maturare, iar culoarea pastei este galben pai. Perioada de maturare durează cel puțin patru luni.
Brânza Laguiole face obiectul unei denumiri de origine controlată (AOC) în Franța și al unei denumiri de origine protejată (AOP) în Uniunea Europeană. Zona delimitată a denumirii se întinde pe 200.000 hectare. Laptele este obținut de la vaci de rasă Aubrac sau Simmental. Producția de Laguiole AOP era de 700 tone în anul 2005.